# Казимерчик, Станислав
Станислав Казиме́рчик, CRL (Станислав Солтыс, пол. Stanisław Kazimierczyk, Stanisław Sołtys; 27 сентября 1433, Казимеж — 3 мая 1489, Казимеж) — святой Римско-Католической Церкви, священник, проповедник, монах из мужской монашеской конгрегации латеранских каноников.

## Биография
После окончания приходской школы при церкви Божьего Тела в Кракове Станислав Казимерчик продолжил своё обучение в Краковской академии. Во время учёбы поступил в монашеский орден латеранских каноников. В 1456 году был рукоположён в священника, после чего стал руководить новициатом, исполнять функции приора и исповедника в церкви Божьего Тела в Кракове. В 1461 году Станислав Казимерчик получил научную степень магистра философии, в 1467 году — магистра теологии.
Станислав Казимерчик получил большую популярность среди верующих как хороший проповедник. Свои проповеди он говорил на польском и немецком языках. Станислав Казимерчик занимался благотворительной деятельностью, помогая бедным и больным. 3 марта 1489 года Станислав Казимерчик умер в храме во время молитвы. Согласно его завещанию Станислава Казимерчика похоронили в церкви, где он служил. Вскоре его могила стала местом паломничества.

## Прославление
Станислав Казимерчик был беатифицирован 18 апреля 1993 года папой Иоанном Павлом II и канонизирован 17 октября 2010 года папой Бенедиктом XVI.
День памяти в католической церкви — 5 мая.

## Источник
- PSB, Stefan Ryłko, Stanisław zwany Kazimierczykiem, стр. 587—589